# Nano Acevedo

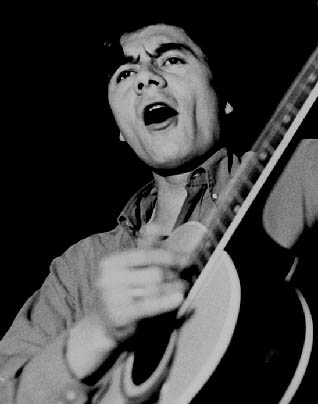
Imagen de Nano Acevedo 1971

Nano Acevedo (Santiago, 27 de julio de 1946) es un músico, cantante, compositor y escritor chileno con más de cincuenta años de trayectoria.

## Biografía
Nació en el barrio San Diego y creció en las calles Copiapó y Lingue, a espaldas del Teatro Caupolicán. Estudió hasta cuarta preparatoria en la escuela Francisco Andrés Olea de Avenida Matta y Serrano, sólo algunos meses cursó el quinto año en el Liceo Manuel Barros Borgoño.
A partir de los once años desarrolló variadas ocupaciones: cuidador de autos y paseador de animales en el circo "Las Águilas Humanas", mozo para aseo y mandados en restoranes y oficinas; vendedor de números de lotería, mensajero y aprendiz de maestro en fábricas de plásticos, calzado y mueblerías.
Al cumplir 17 años, formó el conjunto "Los Soñadores del Alba", junto a José Romero, Miguel López, Guillermo Ruz y Arturo García, el que triunfó en el "Festival de los Barrios", organizado por Radio Corporación en 1965. Estudió en el Teatro Domingo Gómez Rojas de la Municipalidad de San Miguel (1968), donde formaban actores aficionados. Participó en obras, escribe canciones y libretos.
Entre 1966 y 1969, participó como cantautor en programas de radio y festivales estudiantiles y comunales, obteniendo 38 primeros lugares. Entre estos el Festival de Festivales de Radioemisora chilena Corporación que duró un año y donde participaron cientos de jóvenes. A mediados de 1968 llega a la Peña "Chile Ríe y Canta" de René Largo Farías, colabora en tareas menores del local, hasta que la ausencia de un número del elenco le permite debutar con éxito en esa prestigiosa casa. Se mantiene en ella, hasta el 11 de septiembre de 1973. El apoyo de Largo Farías y su esposa Maria Cristina junto al de folkloristas consagrados como Rolando Alarcón, Héctor Pavéz y Richard Rojas son fundamentales para su desarrollo.
En 1970 gana el Festival del Vino en Lontué y el Festival de la Vendimia en Molina; en 1971 logra su primer triunfo internacional al ganar el Festival Chileno-Argentino de la Patagonia en Punta Arenas, con el tema "Juan del Fuego". En septiembre del mismo año viaja a Estados Unidos con Rolando Alarcón y el dúo "Los Perlas", presentándose en varias ciudades, a su regreso recibe en el Estadio Chile el premio "Lo Mejor de 1971" en el rubro autor que otorgan las Radios Corporación, del Pacífico y Universidad Técnica del Estado, el Diario "Puro Chile" y el programa radial "Chile Ríe y Canta".
En 1972 gana el Festival "Norte Andino" en Calama con el tema "Dale Mañungo" que interpreta "Illapu". En 1973 obtiene el 3° lugar en el Festival de la Nieve en Farellones con el tema "En casa de José el Carpintero" que interpretara Patricio Renán.
Es nombrado Secretario de Organización de Folkloristas que cubre artísticamente gran parte de la candidatura a la presidencia de Salvador Allende. Integra junto a destacados músicos, actores, bailarines y folkloristas el Tren Popular de la Cultura de la Presidencia de la República en 1971 para llevar recitales gratuitos desde Puerto Montt a Rancagua.
Viaja en julio de 1973 al Festival Mundial de la Juventud, en Berlín, Alemania. Luego sigue a Bulgaria y Unión Soviética, retorna a Chile a fines de agosto de ese año. Es nombrado director artístico del sello "Chiryc" alcanza a grabar un long-play con artistas de la peña y uno propio para el Sello IRT cuando ocurre el golpe de Estado en Chile de 1973 impulsado por Augusto Pinochet, que de inicio a la dictadura militar durante el período conocido como dictadura militar. Rehúsa salir de Chile y de inmediato se integra al trabajo por el retorno a la democracia creando actividades culturales contrarias al Régimen Militar en sindicatos obreros. En 1975, crea la Casa Folklórica Doña Javiera. En 1976 al frente de una veintena de artistas, lleva a cabo una gira de Puerto Montt a Rancagua.
En 1977 gana la selección nacional para el Festival OTI de la Canción con el tema "Oda a mi guitarra" interpretado por Capri, viaja a Madrid, España, al certamen de la Televisión Iberoamericana, continúa en gira a Francia, Italia, Holanda y asiste a un trascendental encuentro en Budapest, Hungría.
Es finalista seis años consecutivos de la OTI Chilena, de 1977 a 1982, ganándola en dos ocasiones- en 1979 su tema "De Naranjas e Infancia" empata con "La Música" de Scottie Scott la que posteriormente representó a Chile en México-. En cinco oportunidades ha sido finalista del Festival Internacional de la Canción de Viña del Mar; en 1982 con "Yo vivo entre dos amores" con Arturo Gatica y Valentín Trujillo; en 1983 con el tema favorito de la crítica y el público "Benaiga la Suerte Rosa" que interpretara el grupo "Santa María"; en 1984 obtiene el 2° premio con "Ay de mi" interpretada por el mismo conjunto y los arreglos de Toly Ramírez; en 1990 conquista el 3° premio con "Para Cantarle al Sol"; en 1991 es invitado como jurado de sala y en 1992 logra el 2° lugar con "Está Naciendo una Raza".
Cantor, compositor, escritor y activo dirigente sindical de músicos y artistas, ha fundado una veintena de espacios, revistas, sindicatos, programas de radio, sellos grabadores y agrupaciones para la difusión de la música chilena y la defensa de los derechos humanos. Ha visitado como artista y dirigente dieciséis países de América y Europa. Ha escrito obras de teatro, siete libros y grabado diecisiete discos. Es autor de alrededor de novecientas canciones en los géneros popular, infantil y raíz folclórica.
Fue distinguido con el Premio a la Música Nacional Presidente de la República en el mes de diciembre del 2016.
Distinguido como Socio Emérito de la Sociedad de Autores y Artistas Musicales de Chile SCD.
Distinguido como Vecino Ilustre de Ñuñoa.
Fundó o fue miembro fundador de Sindicatos, Coaliciones y Sociedades, tales como:
SCD Sociedad de Autores y Artistas Musicales de Chile 1987 
Asamblea de la Civilidad 1986
Coalición por la Diversidad Cultural.
Sindicato de Trabajadores de la Música de Chile SITMUCH 1993
Sindicato del Canto Popular SINACAP 1986
AGRAJ Agrupación de artistas juveniles 1968.
Coordinadora de Gremios del Arte 1986.
Casa folclórica Doña Javiera 1975 a 1985.
CEMPO Centro de Música Popular 1993.

## Discografía
- 1980 - Viaje al corazón de la patria
- 1987 - El canto popular de Chile, vol. 1
- 1988 - El canto popular de Chile, vol. 2
- 1995 - Cantata Mapuches y Huilliches
- 1997 - Canciones prohibidas del 73 (álbum doble)
- 1997 - Para festejarme
- 1997 - Para despedir al sol
- 1997 - La palabra de azul me baila entre los labios
- 1997 - Arde en tierno hielo
- 1997 - Soldado de tu rebelión
- 1998 - Voy a nacerme
- 2001 - Poeta cantando

### Álbumes recopilatorios
- 1999 - Orígenes y misterios
- Nada fácil